# PortugalGay (internet)
PortugalGay é um site na Internet criado em 1996, sendo o primeiro site dirigido à comunidade homossexual em Portugal, e posteriormente outras partes de LGBTI, sendo um dos sites mais visitados atualmente dentro dessas temáticas pelo país..
O site disponibiliza milhares de páginas dirigidas a pessoas lésbicas, gays, bissexuais, transgénero, transexuais e intersexo (LGBTI), assim como para o público geral, incluindo notícias (indexadas pelo Google News), informação sobre infeções sexualmente transmissíveis, sair do armário, mensagens pessoais, fotos, directório, dicionário, etc. O site colabora regularmente com estudos e é referenciado em diversas teses de mestrado, doutoramento e outras edições científicas em diversos contextos.
Em 2004 foi notícia em diversos jornais desportivos em todo o mundo ao ter selecionado Cristiano Ronaldo como o jogador mais sexy da selecção portuguesa de futebol.

## Presença além da Internet
Além dos serviços disponibilizados na Internet, ainda fornece uma linha telefónica gratuita sob o número 800206919, e um guia em papel da cidade do Porto, focado no turismo LGBT.
Participou activamente no primeiro Fórum Social Português em 2003, no VIII Congresso Luso-Afro-Brasileiro (2004) e em eventos internacionais incluido OutGames 2006 sendo o membro associado da Associação ILGA.
Colaborou na organização da primeira marcha do orgulho LGBT do Porto em 2006 (e continua a colaborar) e organizou diversas marchas do orgulho LGBT em Lisboa, tendo um domínio próprio dedicado a este tipo de eventos PortugalPride.org.
Realiza o Porto Pride desde 2001 em colaboração com entidades locais, tendo conseguido angariar um contributo importante para o Hospital Joaquim Urbano.